# Ингосстрах Банк
Ингосстрах Банк — российский коммерческий банк. Штаб-квартира расположена в Москве.

## История
Банк основан в 1993 году как АКБ «Алиена-Москва». В 1999 году название банка изменили на АКБ «Ингосстрах-Союз» (ОАО). В 2003 году после присоединения трёх банков: «Автогазбанк», «Сибрегионбанк» и «Народный банк сбережений» переименовали в Акционерный коммерческий банк «Союз» (открытое акционерное общество). В апреле 2015 года переименован в «Банк „Союз“»(акционерное общество), сокращённое наименование — «Банк „Союз“» (АО).
В ходе финансового кризиса 2008 года банк столкнулся с серьёзными трудностями: за октябрь 2008 года объём депозитов частных лиц в банке сократился на 42 % до 6,1 млрд руб., остатки на расчетных счетах корпоративных клиентов уменьшились на 46 % до 9,2 млрд руб. По информации газеты «Ведомости», в этом месяце банк был спасен от банкротства благодаря кредитам Центрального банка России. В декабре 2008 года АСВ начало оздоровление банка, запустив процесс санации и выделив на это 33 млрд рублей. В том же месяце 75 % акций банка были куплены «Газпромом» за символическую сумму 1 млн рублей.  Контроль над банком перешёл к компании «Межрегионгаз».
Однако уже в марте 2010 года в ходе дополнительной эмиссии контроль над банком перешёл к страховой компании «Ингосстрах». А в октябре 2012 года «Ингосстрах» выиграл аукцион на покупку доли АСВ в банке за 2,815 миллиардов рублей, доведя свою долю до 99,99999998 %.
В декабре 2022 года акционер принял решение сменить название на «Ингосстрах банк».
В феврале 2025 года СПАО «Ингосстрах» продал АО «Ингосстрах Банк» автомобильному холдингу ГК «Авторитейл».

## Собственники и руководство
Владельцем банка с 2010 по 2025 годы являлся СПАО «Ингосстрах». Доля СПАО «Ингосстрах» в акционерном капитале банка с октября 2012 года составляла 99,99999998 % акций банка.
Председатель правления — Панарин, Олег Станиславович.
Председатель Наблюдательного совета Банка — Григорьев Александр Валерьевич.
Владельцем банка с февраля 2025 года является ООО ГК «Авторитейл».

## Деятельность
Основными направлениями деятельности банка являются розничный, корпоративный и инвестиционно-банковский бизнес.
Банк имеет 7 филиалов, 22 дополнительных офиса (из них 10 — в Москве) и 8 операционных офисов.
Согласно данным отчётности по МСФО по итогам 2013 года активы банка составили 82,31 миллиардов рублей, чистая прибыль — 1,19 миллиардов рублей.
В августе 2013 года банк запустил собственный процессинговый центр на базе программного обеспечения Smart Vista с поддержкой системы обеспечения безопасности интернет-платежей 3-D Secure.

## Рейтинги
В марте 2012 года банк «Союз» занял 58 место в рейтинге 100 крупнейших банков по версии журнала Forbes.
На 1 апреля 2012 года банк занял 33 место в рейтинге «Самые надежные из 100 крупнейших российских банков» по версии журнала «Профиль».
По состоянию на сентябрь 2013 год банк занимал 68 место в рейтинге банков России по версии «Интерфакс-ЦЭА».

### Кредитные рейтинги
В декабре 2013 года Международное рейтинговое агентство Standard & Poor's (S&P) пересмотрело прогноз по рейтингам банка «Союз» со «стабильного» на «позитивный» и подтвердило долгосрочный кредитный рейтинг банка на уровне «В». Также был повышен краткосрочный кредитный рейтинг банка с «С» до «В».
В июне 2014 года S&P изменило прогноз по рейтингу банка на «стабильный», оставив при этом сам рейтинг на уровне «В».
В декабре 2016 года S&P подтвердило рейтинги банка «Союз» на уровне «B» по международной шкале и «Ru A-» по национальной шкале. Прогноз по рейтингам - «Стабильный».
В декабре 2018 года по результатам ежегодного пересмотра рейтинга, агентство Standard&Poor's (S&P) подтвердило долгосрочный и краткосрочный кредитные рейтинги банка «Союз» на уровне «B/В», прогноз по рейтингам «стабильный». В 2022 году рейтинг Standard&Poor's был отозван.
В 2017 году рейтинговое агентство АКРА присвоило банку рейтинговую оценку BB+(RU) со стабильным прогнозом, в 2018 году рейтинг был подтверждён, а в 2019 повышен до BBB-(RU). Рейтинг ежегодно подтверждался, в 2022 году был повышен до BBB(RU), в 2023 - до BBB+(RU), а затем до A-(RU). Подтверждён на том же уровне в 2024 и в 2025 годах.
В том же 2017 году рейтинг ruBB+ был присвоен банку рейтинговым агентством «Эксперт Ра». Рейтинг ежегодно подтверждался, в 2020 году был отозван, в 2023 возобновлён на уровне ruA-, в 2024 и 2025 годах подтверждён.